# Otakar Vinklář
Otakar Vinklář (27. prosince 1930 Radošovice – 10. února 2019) byl český letec, účastník odboje proti komunistickému režimu a politický vězeň.

## Život
Po absolvování základní školy se vyučil mechanikem. V roce 1949 se dostal na letecké učiliště ve Šternberku. První zkušenost s létáním získal na cvičišti v Havlíčkově Brodu. Po dvou letech mohl létat profesionálně. Z učiliště vyšel jako poručík letectva. Od roku 1950 pracoval v Československých aeroliniích. V roce 1953 se chystal s několika kolegy utéct z komunistického Československa přeletem přes hranice. Byl ale prozrazen a v roce 1954 odsouzen za velezradu na 11 let. Trest trávil v uranovém dole Rovnost. V roce 1960 byl propuštěn na amnestii.
Od 90. let byl aktivní v Konfederaci politických vězňů a v dalších organizacích. V roce 2016 poskytl rozsáhlý rozhovor pro Paměť národa v rámci projektu Příběhy 20. století. Spolupráce s Pamětí národa pokračovala i v roce 2018, kdy poskytl dlouhý rozhovor v rámci projektu Příběhy z jáchymovských a příbramských uranových dolů.
Otakar Vinklář zemřel 10. února 2019.

## Vyznamenání
28. října 2004 mu byl prezidentem Václavem Klausem propůjčen Řád Tomáše Garrigua Masaryka III. třídy, a to „za vynikající zásluhy o demokracii a lidská práva“.